# J. and G. Rennie
J. and G. Rennie era una società britannica di ingegneria con sede a Millwall, Londra, Inghilterra. Sono stati coinvolti nella produzione di motori marini e di alcune navi complete, nonché in altri diversi progetti di ingegneria onshore. Un'associazione con i motori ferroviari è solitamente attribuita a G. and J. Rennie, che potrebbe suggerire l’utilizzo di una seconda società per tenere separati i libri, e c'era anche George Rennie & Sons, che è associata allo sviluppo e ai brevetti del motore a vapore a disco. Tutte e tre le società sembrano essere esistite contemporaneamente.

## Storia
L’azienda fu fondata da John Rennie e suo fratello George Rennie dopo la morte del loro padre John Rennie (senior) nel 1821, che a quel tempo era impegnato nella costruzione del London Bridge, un'attività che il più giovane John Rennie prese in mano, e al completamento nel 1831, fu nominato cavaliere. George Rennie era un ingegnere civile altrettanto illustre con molte pubblicazioni accademiche, e fu nominato membro della Royal Society nel 1822. Entrambi i fratelli continuarono i loro interessi di ingegneria civile e idraulica, con la loro società comune che partecipava in diversi modi. Il loro interesse nell'ingegneria idraulica li coinvolse in lavori su banchine, canali e ponti, e oltre all'ingegneria civile l'azienda si specializzò nella costruzione di motori a vapore marini come quelli per la SS Archimedes nel 1838, che fu il primo piroscafo al mondo azionato da elica a vite. Questo lato del business è stato un particolare interesse di George Rennie.
Oltre ai motori marini, i signori Rennie furono elencati insieme a Boulton & Watt come uno dei due fornitori commissionati nel 1845 di produrre motori per generare il vuoto per la ferrovia atmosferica del South Devon.

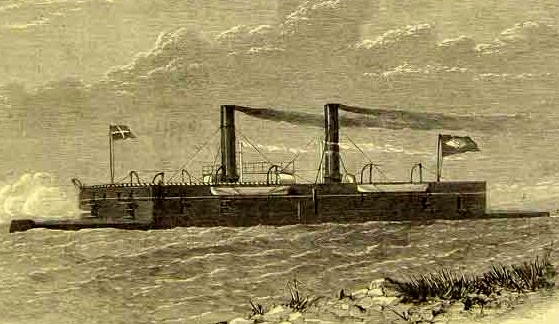
Colombo (1865)

In una pubblicità del 1882 l'azienda elencava tra i suoi prodotti:
- Navi a vapore (costruttori di navi da guerra corazzate Colombo e Cabral per la marina imperiale brasiliana)
- Macchine per dragaggio
- Pontili galleggianti

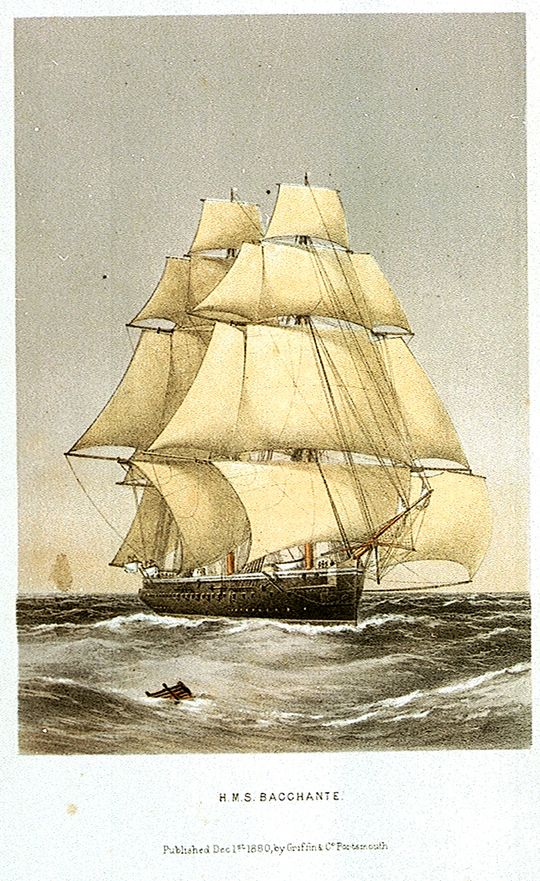
HMS Bacchante (1876)

- Motori a elica a vite e a pale (ad esempio per HMS Bacchante, HMS Boadicea, HMS Canada, HMS Cordelia, HMS Briton, HMS Amethyst, HMS Encounter)
- Motori di pompaggio peri bacini centrifughi (per bacini di Chatham e Plymouth)
- Braccio a vapore e gru trasportabili
- Vite per tramogge a vapore

La mìaggior parte dei prodotti dell'azienda Rennie possono essere ricavati da un catalogo di reperti della mostra del 1876 al South Kensington Museum, che documenta una serie di modelli esposti:
- Modello dei motori a cilindri rovesciati composti, per Pera di P&O di 2000 hp del 1872
- Modello del primo piroscafo a elica a vite della British Navy, Mermaid, in seguito chiamato Dwarf, costruito nel 1840
- Modello di cannoniera HM Arrow e Bonetta. Lunghezza 26 metri (85 ft), larghezza 7,9 metri (26 ft), profondità 2,69 metri (8,833333 ft), 244 tonnellate. Per trasportare un armamento da 18 tonnellate
- Modello del piroscafo a pale in ferro Queen, costruito e dotato di motori da Rennie nel 1842. Lunghezza 49 metri (160 ft), larghezza 5,2 metri (17 ft), profondità 2,7 metri (9 ft)
- Modello del piroscafo a vapore Indian Famine. Costruito completo di motori in 35 giorni. Lunghezza 27 metri (90 ft), larghezza 4,3 metri (14 ft), profondità 1,7 metri (5,5 ft), 100 HP
- Modello di cannoniere bivite costruite per il governo dell'India orientale nel 1857. Lunghezza 21 metri (70 ft), larghezza 3,4 metri (11 ft), pescaggio 0,76 metri (2,5 ft), 76 HP. Un lungo ottone da 919,89 kg (18,107143 quintale inglese)
- Modello di cannoniere bivite per le Colombo e Cabral del 1866. Lunghezza 49 metri (160 ft), larghezza 10 metri (34 ft), profondità 5,2 metri (17 ft). Potenza di 240 HP nominali e costituito da 4 canne di 31 chilogrammi (68 lb)
- Modello di cannoniera bivite costruita per il governo spagnolo nel 1859. Lunghezza 27 metri (90 ft), larghezza 4,3 metri (14 ft), pescaggio 0,61 metri (2 ft) 6in. Potenza di 30 HP
- Modello dei motori delle navi HM Boadicea e Bacchante (1875 e 1876), il sistema composto indicava 5250 HP
- Modello di motori marini orizzontali con condensatori ad iniezione del 1860
- Modello di motori marini a elica a vite orizzontali rovesciati del 1860
- Disegno del motore a disco a condensazione a bassa pressione da 60 cv per piroscafo a elica a vite montato su HMS Cruizer del 1852

## Sviluppo dell'elica a vite
Il coinvolgimento dei fratelli nel supporto dell'elica a vite fu significativo, in quanto l'Ammiragliato britannico era riluttante ad allontanarsi dalle ruote a pale, ritenendo che il beccheggio della nave avrebbe sollevato l'elica dall'acqua in mare agitato, causando stress al motore e rendendo la nave difficile da controllare. Francis Pettit Smith e il capitano John Ericsson avevano cercato di dimostrare il potenziale dell'elica a vite per cinque anni, e alla fine fu Smith che formò una società per finanziare la costruzione dell'Archimedes (107 piedi di lunghezza) dotata di un motore monocilindrico di Rennie ed elica a vite da 5 piedi 9 pollici. Furono i suoi successi nelle prove che iniziarono nel 1839 a condurre all'acquisto della Mermaid nel 1842 (130 piedi di lunghezza), costruita e motorizzata da Rennie, e dotata da elica a vite brevettata da Rennie da 5 piedi e 8 pollici di diametro. Questo fu seguito dall'Ammiragliato che montò un'elica di Smith da 10 piedi di diametro sulla scialuppa di navigazione incompiuta Ardent, che fu lanciata nell'aprile del 1843 e ribattezzata HMS Rattler. L'Archimedes è stato anche prestato a Brunel che lo portò a cambiare il progetto della SS Great Britain con la propulsione a elica a vite, anche se le ruote a pale furono costruite in parte, ritardando il progetto di 9 mesi.

## Il motore a disco a condensazione
Il motore a disco a condensazione è stato uno sviluppo insolito basato su un progetto risalente al 1820. In questo motore il pistone e il cilindro normali sono stati sostituiti da un disco oscillante. Nel 1849 Rennie assunse George Daniell Bishopp come caporeparto nelle loro opere, e possedeva un brevetto del 1848 riguardante questa forma di motore. Anche se i motori sembravano aver funzionato abbastanza bene per diversi prove su modelli a scala reale, hanno avuto un problema intrinseco con le loro guarnizioni, e questo sembra essere stato il motivo principale per cui non sono stati un successo.
Un motore a disco di Rennie, con disco da 27 pollici, fu montato sulla HMS Minx nel 1849, ma come motore supplementare. Un modello funzionante del motore a disco di Rennie è stato esposto da George e John Rennie alla grande mostra del 1851.

## Locomotive ferroviarie
Oltre ai motori fissi per creare il vuoto per la ferrovia atmosferica del South Devon, l'azienda ha avuto un altro coinvolgimento con le ferrovie. John Rennie è stato coinvolto nel rilevamento di un percorso per la London and Brighton Railway, che era in concorrenza con un percorso di Stephenson. Tra i motori acquistati dalla ferrovia vi sono alcuni elencati fiversi come forniti da G. and J. Rennie (in opposizione a J. and G. Rennie). Sembra che i fratelli abbiano formato una società separata per questa attività per tenere separati i libri.
Le locomotive erano:
- Eagle, una 2-2-2 del 1840, ritirata nel 1855
- Vulture, una 2-2-2 del 1840, ritirata nel 1853
- Satellite, una 2-2-2 del 1841, ritirata nel 1855
- Una quarta locomotiva è stata fornita al "comitato misto", che era una cooperazione delle ferrovie di Brighton, Croydon e Dover per il raggruppamento di materiali rotabili. Questo accordo fu sciolto all'inizio del 1846
- No 28, una 2-2-2 del 1843, ritirata nel 1855

Rennie fornì anche due locomotive 0-4-2 alla London and Croydon Railway nel 1838 e 1839, che furono utilizzate per le banche e vennero chiamate Archimedes e Croydon.
Sono state costruite cinque locomotive per la London & Southampton Railway, ma sono stati riscontrati problemi e sono state tutte ricostruite da W Fairbairn & Son nel 1841.
Altre locomotive comprendono due delle GWR Firefly Class (quindi a scartamento ridotto), Arab e Mazeppa, entrambe 2-2-2 costruite nel 1841 e ritirate rispettivamente nel 1870 e nel 1868.